# Manama Club
Der Manama Club (arabisch نادي المنامة, DMG Nādī l-Manāma) ist ein bahrainischer Sportklub mit Sitz in Manama, der Hauptstadt des Landes. Nebst der Fußball-Mannschaft gibt es noch eine erfolgreiche Basketball-Mannschaft. Zudem gibt es eine eigene Bowling-Abteilung.

## Geschichte
Der Klub wurde im Jahr 1946 gegründet. Zu dieser Zeit war er noch als al-Taj bekannt, erst später nahm man den heutigen Namen an.

### Fußball
Ab wann genau die Fußball-Mannschaft existierte, ist nicht bekannt. In der Stadt spielte man von Anfang an aber erst einmal eine untergeordnete Rolle, da nebst dem Muharraq Club auch al-Ahli einige Meisterschaft in den Anfangsjahren abräumte. Erstmals in bekannten Statistiken taucht die Mannschaft sogar erst in der Saison 1988/89 der Bahraini Premier League auf. Hier belegte man mit elf Punkten den dritten Platz. Nach der Spielzeit 1994/95 platzierte sich die Mannschaft mit sechs Punkten nur auf dem zehnten und damit letzten Platz. Vermutlich stieg die Mannschaft damit zur Folgespielzeit ab, dies ist jedoch nicht abschließend zu erklären, da hiervon keine kompletten Daten vorliegen. In den folgenden Jahren vertreten dann erst einmal andere Mannschaften die Stadt in der obersten Spielklasse und der Klub verweilt weiter im Unterhaus, während er lediglich in Statistiken des Pokalwettbewerbs Erwähnung findet.
Zur Saison 2002 taucht der Klub einmal kurz wieder in der ersten Spielklasse auf, jedoch auch nur weil hierbei die beiden Spielklasse zusammengefasst wurden. Die Runde endete für die Mannschaft dann allerdings auch nach 17 gespielten Partien mit lediglich 6 Punkten auf dem 18. und damit letzten Platz, somit verblieb man auch in der Unterklassigkeit. Die Spielzeit 2003 beendete das Team danach aber zumindest hier auf dem zweiten Platz, womit die Teilnahme an der Relegation gegen al-Najma stattfand. Hier verlor der Klub erst im Hinspiel mit 2:3 und absolvierte nochmal im Rückspiel ein 3:3, womit dann aber in der Liga auch verblieb. Eine Saison später gelingt es dann mit 40 Punkten sich aber den ersten Platz im Unterhaus zu sichern, womit es erstmals gelingt wieder durch eigene Kraft in die höchste Spielklasse des Landes zurückzukehren. Schon nach der Runde 2004/05 geht es mit 15 Punkten nach Ablauf der Spielzeit wieder in die Relegation. Dort verliert man dann gegen den Malkiya Club und muss wieder eine Liga tiefer gehen. Wieder einmal gelingt nun in der Folgesaison die Teilnahme an der Relegation. Gegen al-Shabab setz es aber eine 2:4-Hinspielniederlage sowie eine noch deutlichere 0:3-Rückspielniederlage, trotzdem darf die Mannschaft zur nächsten Spielzeit auch aufsteigen. Mit dem Abstiegskampf ging es dann aber auch wieder in das Ende der Folgesaison, wo man mit 22 Punkten nur auf dem elften Platz landete. Wieder einmal traf das Team auf die Malkiya, gegen welche man sich diesmal aber durchsetzen konnte. Damit verblieb man erstmals länger als eine Runde in der höchsten Spielklasse.
In den folgenden Jahren kann sich der Klub nun in der ersten Liga etablieren und teilweise sogar Platzierungen auf den vorderen Plätzen positionieren. In der Saison 2013/14 verpasste man dann mit einem Punkt Rückstand zudem nur knapp die Meisterschaft. In der Saison 2016/17 gelingt es dann erstmals mit 2:1-Sieg über Muharraq den Bahraini King’s Cup zu gewinnen. Mit einem 4:2-Sieg nach Elfmeterschießen gelang danach auch noch der Sieg des Super Cup. Durch den Pokalsieg durfte die Mannschaft anschließend nun auch erstmals international spielen und nahm am AFC Cup 2018 teil. Hier wurde das Team in die Gruppe B, gewählt wo man mit lediglich einem Punkte am Ende nach sechs Partien jedoch das Schlusslicht der Tabelle darstellte und es somit nach der Gruppenphase schon wieder vorbei war.
Nach der Saison 2018/19 rutschte der Klub als Teilnehmer am AFC Cup 2020 nach, da man als Vizemeister hinter dem al-Riffa SC landete, welcher sowohl den Meistertitel als auch den Pokalsieg in dieser Spielzeit auf sich verbuchen konnte. Hier ging es in die Gruppe A, wo mit vier Punkten nach zwei Spielen sogar eine Platzierung auf dem zweiten Platz erreicht wurde. Somit nahm die Mannschaft an der Ausscheidungsgruppe um die weiteren Plätze gegen die anderen Gruppenzweiten teil, wo man sich dann auch auf dem ersten Platz positionieren konnte. Danach wurde das Turnier aufgrund der COVID-19-Pandemie aber abgebrochen. Bis heute kann sich der Klub aber auch noch weiter in der ersten Liga halten.

#### Erfolge
- Bahraini Super Cup: 2017
- Bahraini FA Cup: 2024

### Basketball
Beim ABC Champions Cup 2000 landete die Mannschaft auf dem dritten Platz.